# Adıyaman (tartomány)
Adıyaman tartomány (kurdul: Semsûr) Törökország déli részén található. Szomszédos tartományok: Malatya, Kahramanmaraş, Gaziantep, Şanlıurfa és Diyarbakır. A tartományt 1954-ben hozták létre, korábban Malatya tartomány része volt. Területe 7614 km², népessége 664 000 fő (2004). Székhelye Adıyaman.

## Körzetei
A tartománynak kilenc körzete van:
- Adıyaman
- Besni
- Çelikhan
- Gerger
- Gölbaşı
- Kahta
- Samsat
- Sincik
- Tut

## Történelem
Az évszámok tájékoztató jellegűek.
- Kr. e. 40000–7000: Paleolitikum
- Kr. e. 7000–5000: Újkőkorszak
- Kr. e. 5000–3000: Kalkolitikum
- Kr. e. 3000–1200: Hurriták és Hettiták
- Kr. e. 1200–750: Asszíria
- Kr. e. 750–600: Frígek
- Kr. e. 600–334.: Médek és Perzsák
- Kr. e. 334–163: Makedón-dinasztia
- Kr. e. 163 – Kr. u. 72: Kommagéné királyság
- 72–395: Római Birodalom
- 395–670: Bizánci Birodalom
- 670–758: Omajjád-dinasztia
- 758–926: Abbászida-dinasztia
- 926–958: Hamdánida-dinasztia
- 958–1114: Bizánci Birodalom
- 1114–1204: Ajjúbida-dinasztia
- 1204–1298: Szeldzsuk-dinasztia
- 1298–1516: Mamlúk Birodalom
- 1516–1923: Oszmán Birodalom
- 1923– : Török Köztársaság

## Látnivalók

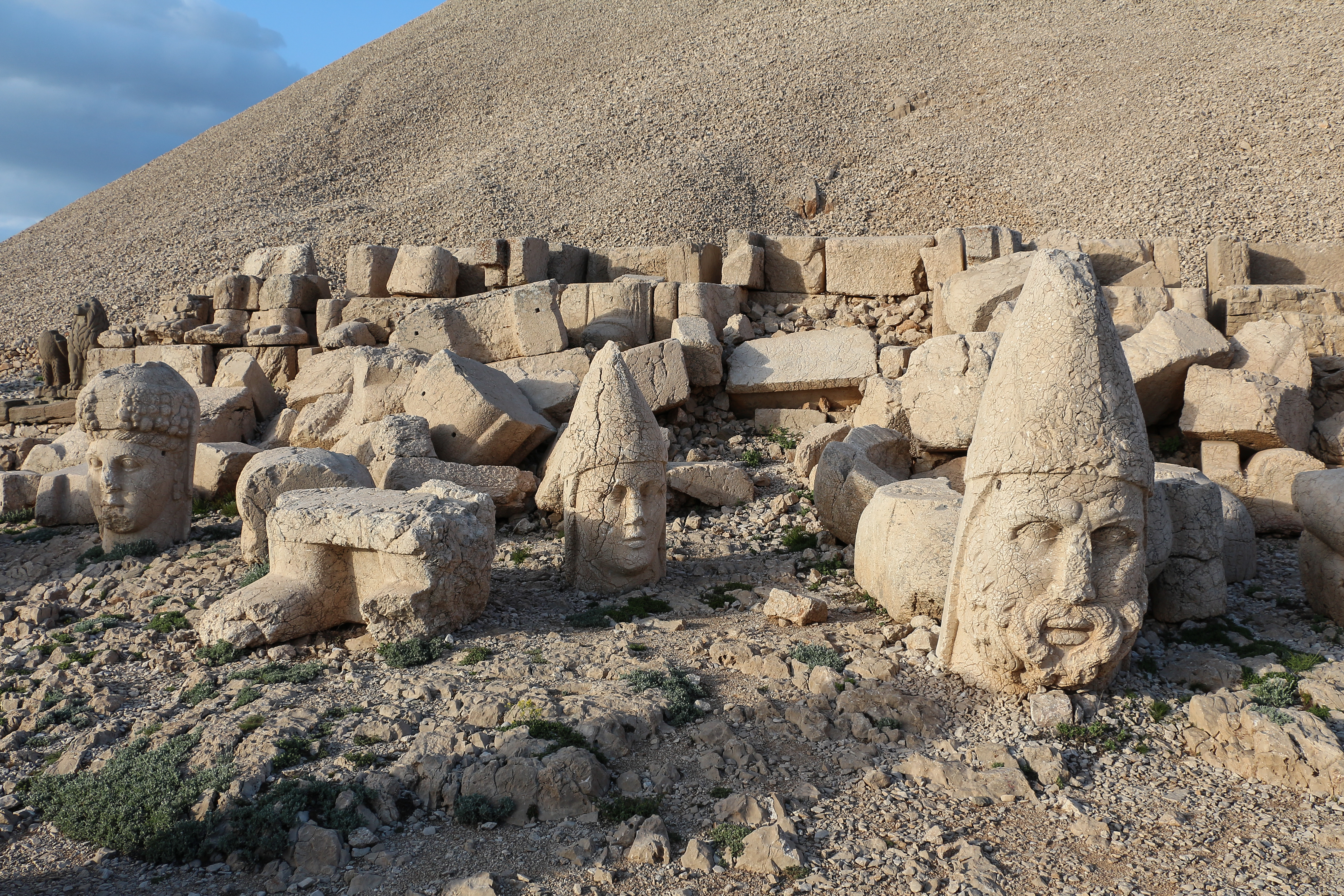
Nemrud Dağı

Nemrud Dağı a tartomány legfigyelemreméltóbb nevezetessége, ahol Antiochus Teos, Kommagéné királyának szobrokkal díszített temploma áll.